# Carl Törndahl
Carl Törndahl var en svensk tapet- och solfjädermålare.
Törndahl, som var verksam under senare hälften av 1700-talet, hade lärt sig tapet- och solfjädermåleri hos mästaren J Marshall i Stockholm och blev mästare 1776. Han ansökte 1774 hos ämbetet att få tillstånd att ägna sig åt solfjädermåleri men detta yrkesskrå avslog till en början hans begäran och först 1778 gavs han tillstånd att bedriva egen verksamhet som solfjädermålare. Samma år fick han även av hallrätten tillstånd att bedriva tapetmålaryrket för egen räkning. Det finns bevarade dokument om att hans verkstad var i drift 1783 men därefter finns inga spår av hans verksamhet. Det finns av naturliga orsaker få bevarade arbeten av hans produktion förutom någon solfjäder som tillskrivs honom. 